# 22474 Frobenius
22474 Frobenius este un asteroid din centura principală de asteroizi.

## Descriere
22474 Frobenius este un asteroid din centura principală de asteroizi. A fost descoperit pe 8 martie 1997 la Prescott (Arizona) de Paul G. Comba. Asteroidul prezintă o orbită caracterizată de o semiaxă mare de 2,59 ua, o excentricitate de 0,16 și o înclinație de 3,6° în raport cu ecliptica.